# Atomosia sayii
Atomosia sayii är en tvåvingeart som beskrevs av Johnson 1903. Atomosia sayii ingår i släktet Atomosia och familjen rovflugor. Inga underarter finns listade i Catalogue of Life.